# Ingerophrynus parvus
Ingerophrynus parvus és una espècie d'amfibi que viu a Cambodja, Indonèsia, Malàisia, Myanmar i Tailàndia.